# 法勒尔
法勒尔（德語：Varel，發音：[ˈfaːʁəl] ⓘ）是德国下萨克森州弗里斯兰县的城市，面积113.75平方千米，2023年12月31日人口为24,335人。法勒尔地处亞德河和亚德湾附近，位于威廉港以南约15千米处，奥尔登堡以北30千米处，是弗里斯兰县最大的城市。